# گورستان و آرامگاه پیرلر (پیر حیران)
گورستان و مقبره پیرلر (پیر حیران) مربوط به سدهٔ ۱۰ و ۱۱ ه.ق است و در شهرستان آذرشهر، بخش مرکزی، دهستان شیر امین، ۱۷ کیلومتری جنوب آذرشهر، جاده تبریز، مراغه واقع شده و این اثر در تاریخ ۱ فروردین ۱۳۴۷ با شمارهٔ ثبت ۷۸۲ به‌عنوان یکی از آثار ملی ایران به ثبت رسیده است.